# Теорема Эйлера для многогранников
Теорема Эйлера для многогранников — теорема, устанавливающая связь между числом вершин, рёбер и граней для многогранников, топологически эквивалентных сфере.

## Формулировка
Пусть {\displaystyle \mathrm {B} } — число вершин выпуклого многогранника, {\displaystyle \mathrm {P} } — число его рёбер и {\displaystyle \Gamma } — число граней. Тогда верно равенство
{\displaystyle \mathrm {B} -\mathrm {P} +\Gamma =2}
Примеры для правильных многогранников:
| Правильный многогранник | Вершин (В) | Рёбер (Р) | Граней (Г) | В − Р + Г |
| Тетраэдр                | 04         | 06        | 04         | 2         |
| Куб                     | 08         | 12        | 06         | 2         |
| Октаэдр                 | 06         | 12        | 08         | 2         |
| Додекаэдр               | 20         | 30        | 12         | 2         |
| Икосаэдр                | 12         | 30        | 20         | 2         |

## Доказательство
Для начала скажем, что любой многогранник можно представить виде связного плоского графа (Полиэдральный граф), где вершины многогранника соответствуют вершинам графа, а рёбра многогранника - рёбрам графа. Теперь, если доказать теорему для связного плоского графа, то теорема будет верна для многогранников.
Рассмотрим зависимость между вершинами, рёбрами и гранями у связного плоского графа ({\displaystyle \mathrm {B} ,\mathrm {P} ,\Gamma }).
Если удалить одно ребро, то кол-во вершин не изменится, а кол-во граней уменьшится на одну.  ({\displaystyle \mathrm {B} ,\mathrm {P} -1,\Gamma -1}). 
Если удалить еще одно ребро, то кол-во вершин снова останется неизменным, а кол-во граней снова уменьшится на одну.  ({\displaystyle \mathrm {B} ,\mathrm {P} -2,\Gamma -2}).
Продолжая данный процесс, мы дойдем до случая, когда грань будет всего одна, тогда кол-во ребер уменьшится на кол-во граней с недостатком на одну единицу.  ({\displaystyle \mathrm {B} ,\mathrm {P} -(\Gamma -1),1}). 
После данных преобразований, мы получили связный граф без циклов, а связный граф без циклов это - дерево.
Теперь вспомним одно из свойств дерева. Любое дерево с {\displaystyle n} вершинами содержит {\displaystyle n-1} ребро. То есть {\displaystyle \mathrm {B} -\mathrm {P} =1}. Если применить данное свойство к полученному графу, то у нас получится {\displaystyle \mathrm {B} -(\mathrm {P} -(\Gamma -1))=1}, сделав простейшие преобразования получим {\displaystyle \mathrm {B} -\mathrm {P} +\Gamma =2}.

## История
В 1620 году Рене Декарт показал, что сумма углов всех граней многогранника равна одновременно {\displaystyle 360^{\circ }(\mathrm {P} -\Gamma )} и {\displaystyle 360^{\circ }(\mathrm {B} -2)}. Из этого непосредственно следует утверждение теоремы.
В 1750 году Леонард Эйлер доказал тождество для выпуклых многогранников. Теорема Эйлера заложила фундамент нового раздела математики — топологии. Более строгое доказательство дал Коши в 1811 г.
Долгое время считалось, что соотношение Эйлера справедливо для любых многогранников. Первый контрпример дал Симон Люилье в 1812 г.; при рассмотрении коллекции минералов он обратил внимание на прозрачный кристалл полевого шпата, внутри которого был чёрный кубический кристалл сернистого свинца. Люилье понял, что куб с кубической полостью внутри не подчиняется формуле Эйлера. Позже были обнаружены и другие контрпримеры (например, два тетраэдра, склеенные по ребру или имеющие общую вершину), и формулировка теоремы была уточнена: она верна для многогранников, топологически эквивалентных сфере.

## Обобщения
- Эйлерова характеристика обобщает формулу Эйлера на многогранники с любым количеством дыр и даже, в более сложном виде, на топологические пространства.
- Формула Эйлера для связного плоского графа имеет тот же вид, однако применима к любым плоским графам, а не только к тем, которые могут быть каркасами многогранников в трёхмерном пространстве.